# 华南金粟兰
华南金粟兰（学名：Chloranthus sessilifolius var. austrosinensis）为金粟兰科金粟兰属下的一个变种。

## 扩展阅读
- 維基物種上的相關：华南金粟兰